# Крапки (гра)
«Крапки» (англ. Dots, пол. Kropki, чеськ. Židi) — логічна настільна гра для двох людей, що поєднує позиційне стратегічне планування з тактичним перебором варіантів. Ведеться на плоскому ігровому полі, розкресленому на клітини однакового розміру. Гравці по черзі ставлять точки двох кольорів в перехрестя ліній. Мета — оточити точки суперника замиканням навколо них безперервного ланцюга своїх точок. Виникла в Радянському Союзі у другій половині 70-х років XX століття в результаті стихійної адаптації правил ґо для гри на папері. У класичному варіанті як ігровий інвентар використовуються аркуш у клітинку і кулькові ручки (олівці). У процесі первісної адаптації та подальшої самостійної еволюції гри сформувалися специфічні правила і прийоми, що серйозно відрізняються від вихідних, тому говорити про тотожність точок і го в даний час вже не доводиться. Назва гри «Крапки» — найбільш поширена назва гри на пострадянському просторі. Є також ряд локальних найменувань, що з'являлися в різний час і не отримали широкого визнання: «феодали», «міста», «фазенда». Що стосується назв, прийнятих в інших країнах, то вони означають ті ж самі «крапки».

## Історія
Передумови для появи і широкого розповсюдження точок склалися в середині 70-х років XX століття на тлі зростання популярності го в Радянському Союзі. З серпня 1975 по липень 1976 в журналі «Наука і життя» публікувалися статті Валерія Асташкіна і Георгія Нілова під загальною назвою «Школа го [Архівовано 7 лютого 2016 у Wayback Machine.] », що знайшли широкий відгук серед читачів. У багатьох містах країни з'явилися клуби любителів го, почали проводитися турніри. Об'єктивні труднощі, пов'язані з відсутністю специфічного інвентарю, а також суб'єктивні чинники — складність і неоднозначність деяких правил го з погляду вихованих на шаховій логіці європейців — призвели до появи крапок. Даний процес проходив стихійно і не мав єдиного центру, що підтверджується великою кількістю варіацій нової гри і практично одномоментним її широким розповсюдженням.
Принциповими відмінностями від го стали:
- Відмова від гри на територію на користь захоплення точок;

- Відсутність такого поняття, як «очі» (наявність порожніх перехресть всередині групи точок не рятувало її від виключення з гри у разі оточення);

- Неможливість зняття з ігрового поля раніше поставлених на нього точок;

- Виключення з ігрового процесу краю поля (він залишився лише як чинник, який обмежує);

- Відсутність можливості пропустити хід.

Нехитрий інвентар, а також прості, інтуїтивно зрозумілі правила призвели до того, що гра стала досить популярною серед учнівської молоді.
Два десятиліття, незважаючи на широке поширення, точки практично не розвивалися, зберігаючи суто аматорський статус і дилетантський в масі своїй рівень майстерності гравців. Обмін досвідом, зростання конкуренції, формування основ тактики і стратегії були серйозно ускладнені дробленням ігрового співтовариства на величезну кількість ізольованих груп. Така ситуація призвела до вкорінення стереотипу легковажності точок, про відсутність у цієї гри спортивного потенціалу.
Стан справ став змінюватися в міру поширення комп'ютерної техніки та зростання кількості користувачів мережі Інтернет. Стали з'являтися програми для гри в точки, вебклієнти, додатки в соціальних мережах і на мобільних платформах. З'явилися перші стійкі і відносно чисельні спільноти гравців, різко зросла конкуренція, підвищився середній рівень майстерності; почався розвиток тактики і стратегії, з'явилися перші теоретичні роботи. Регулярними стали онлайн і офлайн турніри, були сформовані перші збірні команди країн і регіонів.
В даний час існує безліч майданчиків для гри в крапки в режимі онлайн, загальна аудиторія яких складає сотні тисяч чоловік.
Поширення. Найбільш поширені крапки в Росії, Україні, Білорусі, Казахстані, Польщі. Відомі, але не так популярні в інших колишніх радянських республіках. Деякий час гра культивувалася в Чехії. Крім того, чимало гравців представляють країни (Німеччина, США, Ізраїль), в яких є великі діаспори вихідців з пострадянських держав.

## Правила

### Інвентар
Для гри в крапки необхідні аркуш паперу в клітку (наприклад, із звичайного шкільного зошита) і кулькові ручки (олівці, фломастери) двох кольорів. Можна грати і одним кольором, але тоді суперникам доведеться ставити крапки різної форми (у вигляді зірок, хрестів і т.і.).

### Ігрове поле, точки
Гра ведеться на плоскому полі, розділеному паралельними і перпендикулярними лініями на рівного розміру клітини. Гравці по черзі ставлять точки двох кольорів в перехрестя цих ліній, що звуться пунктами. Пункт, куди поставлена крапка, є зайнятим до кінця гри, переміщати раніше поставлені крапки або знімати їх з поля неможна. Всі пункти є рівнозначними. Край поля є обмежуючим фактором, безпосередньої участі в ігровому процесі не бере. Розмір поля визначається кількістю пунктів по вертикалі і горизонталі і може змінюватися в широких межах. Традиційним вважається поле розміром 40x33 пункти, що дорівнює кількості перехресть розмітки в типовому учнівському арифметичному зошиті (стандартний розмір аркуша в такому зошиті — 170×205 мм, а крок розмітки — 5 мм).

### Оточення

Схематичний початок гри і оточення

Метою гри є оточення точок суперника. Оточення — це створення на певній ділянці ігрового поля області, замкнутої всередині безперервного ланцюга точок одного кольору, віддалених один від одного не більше, ніж на одну клітинку по горизонталі, вертикалі або діагоналі. При цьому в даній області в момент замикання в обов'язковому порядку повинні знаходитися точки іншого кольору (одна або більше). У такому випадку область зафарбовується в колір точок, що створили оточення, і вимикається з подальшої гри, а точки суперника вважаються оточеними і йдуть у залік.
Області оточення можна оточувати так само, як і окремі точки. При цьому, якщо перший гравець оточив область оточення другого, то точки першого гравця, що знаходилися в області оточення другого, звільняються і в залік другому гравцеві не йдуть.
Якщо замикається область, усередині якої немає точок суперника, то ця область називається «будиночок» і не є оточенням. Така область і не зафарбовується, а в порожні пункти всередині неї можна ставити крапки. Причому точки того ж кольору, що і будиночок, можна ставити до тих пір, поки не закінчаться порожні пункти. Якщо ж у будиночок буде поставлена крапка іншого кольору, то в момент передачі ходу область буде зафарбована, а поставлена крапка, відповідно, оточена. Винятком є той випадок, коли точка, поставлена в будиночок іншого кольору, цим же ходом одночасно замикає безперервний ланцюг свого кольору, утворюючи оточення. Тоді вона не оточується, а сама оточує частину будиночка.
При наявності альтернативних відгалужень ланцюга, що замикається, через які також можна провести лінію оточення, завжди вибирається ланцюг мінімальної протяжності.

### Стартова позиція
Гра може починатися з порожнього поля або з початкового схреста. У першому випадку точок на полі немає і обидва гравця роблять ходи в будь-які пункти (іноді місце для постановки першої точки кожного гравця обмежують деякою областю навколо центру поля). У другому випадку гравці починають партію зі стартовою фігури-схреста, який складається з рівної кількості точок обох кольорів. Схрести бувають різної форми і зазвичай розташовуються в центрі поля.

### Підрахунок очок
Після закінчення гри проводиться підрахунок оточених точок. Переможцем вважається гравець, який оточив хоча б на одну точку більше, ніж суперник. При рівності за цим показником оголошується нічия.

## Точки як організований вид спорту

### Організації
В даний час існує декілька неформальних об'єднань гравців, заснованих на територіальному принципі — збірні команди країн і регіонів. Змагання. Об'єднання гравців з Росії, України та інших країн колишнього СРСР з 2006 року регулярно проводять змагання по точках. Всього на листопад 2015 проведено 18 турнірів. Як правило, вони проходять в режимі онлайн на найпопулярніших ігрових майданчиках (13 турнірів). Крім того, було проведено кілька офлайн-змагань (5 турнірів). На 14-ти турнірах використовувався класичний відлік часу (20-40 секунд на хід) і на 4-х — бліц (5 секунд на хід).
Об'єднання гравців з Польщі з 2002 року проводить онлайн-турнір «Ліга точок» у форматі кругового змагання з польськими правилами гри в крапки. У 2015 році відбувся 12-й сезон ліги.

### Ранги, титули, рейтинги
Єдиної рейтингової системи, що об'єднувала б усіх гравців у точки, в даний час немає. Кожний знову створюваний майданчик вводить свої правила підрахунку рейтингу, як правило, засновані на системіЕло. Формалізованої ієрархії титулів також не існує, проте цінність досягнень на різних турнірах негласно, але досить об'єктивно визначається співтовариством гравців, виходячи з показності даних змагань.

## Точки і комп'ютер
Різні програми, що дозволяють грати в точки зі штучним інтелектом, створюються з початку 2000 років. Тоді ж з'явилися і перші теоретичні дослідження щодо цього. Однак до теперішнього часу жодна програма не може скласти серйозної конкуренції навіть гравцеві середнього рівня. Точки — позиційна гра з колосальною кількістю можливих варіантів, що серйозно ускладнює пошук оптимальних алгоритмів. Крім того, аматорський статус гри не дозволяє залучити до розробки програм значні інтелектуальні та матеріальні ресурси.